# 一つ目入道

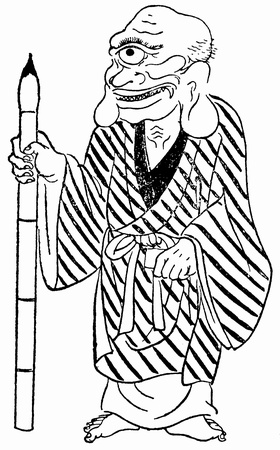
『丹後国変化物語』より、狐の一つ目入道

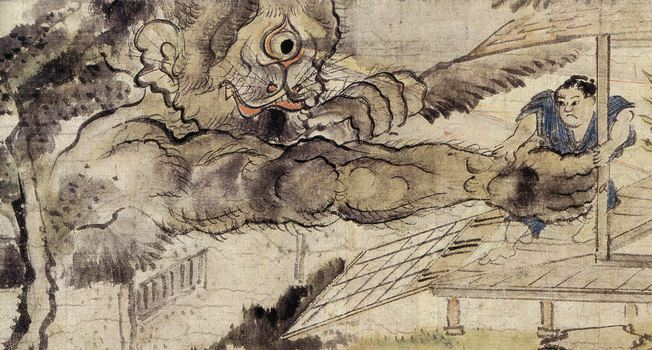
『稲生物怪録』に登場した一つ目入道

一つ目入道 （ひとつめにゅうどう）は、日本の妖怪の一つで、目が一つしかない大入道の姿の妖怪。

## 概要
各地の伝説、民話などに名が見られ、見越し入道のように背が伸び縮みする妖怪といわれることもある。京都では正体はキツネといわれる。また江戸時代の怪談『稲生物怪録』にも一つ目入道が登場し、主人公の平太郎を掴もうとしている絵が描かれているが（画像参照）、これはタヌキが化けたものとされる。
和歌山県日高郡には以下のような妖怪譚がある。ある若者が上志賀から衣奈（現・日高郡由良町）へ向かう途中、立派な行列に出くわした。殿様や嫁入りではないようだが、木の上に登って見物していたところ、行列は木の根元で止まり、やけに大きな駕籠から、身長約1丈の一つ目の大男が現れ、木を登って若者を襲おうとした。若者が無我夢中で、刀で頭を斬りつけたところ、大男は行列もろとも消え去ったという。
この一つ目入道や一つ目小僧が入道（僧）の姿であるのは、比叡山に伝わる妖怪・一眼一足法師に由来するとの説がある。これはその名の通り一つ目一本足の僧侶姿の妖怪または幽霊とされ、比叡山で修行を怠ける僧がいると一つ目で睨みつけて戒め、怠けのひどい僧は山から追い出したという。この法師は第18代天台座主の良源（またはその高弟で第19代天台座主の尋禅）の生まれ変わりとされ、厳しい戒律で僧たちを律した良源が、死後に僧たちの世俗化していく様子を嘆き、この妖怪となって僧を戒めると信じられたという。現在の比叡山延暦寺には、修行僧の住む総持坊という小寺にこの法師の絵が残されている。